# Anderstjärnen (Norsjö socken, Västerbotten, 721828-169008)
Anderstjärnen är en sjö i Norsjö kommun i Västerbotten och ingår i Skellefteälvens huvudavrinningsområde. Sjöns area är 0,03 kvadratkilometer och den är belägen 212 meter över havet.